# Дастин (Оклахома)
Дастин (енгл. Dustin) град је у америчкој савезној држави Оклахома.

## Демографија
По попису из 2010. године број становника је 395, што је 57 (-12,6%) становника мање него 2000. године.
| Група             | 2000.       | 2010.       |
| Белци             | 241 (53,3%) | 186 (47,1%) |
| Афроамериканци    | 2 (0,4%)    | 3 (0,8%)    |
| Азијати           | 0 (0,0%)    | 0 (0,0%)    |
| Хиспаноамериканци | 9 (2,0%)    | 9 (2,3%)    |
| Укупно            | 452         | 395         |